# NGC 4081
NGC 4081 is een spiraalvormig sterrenstelsel in het sterrenbeeld Grote Beer. Het hemelobject werd op 18 juni 1884 ontdekt door de Amerikaanse astronoom Lewis A. Swift.

## Synoniemen
- UGC 7062
- MCG 11-15-15
- ZWG 315.10
- IRAS 12020+6442
- PGC 38212